# لرد بستو
 لرد بستو  قرية صغيرة تتبع لـالبلدة المركزية (بالفارسية: بخش مركزى ) من توابع مدينة بستك وتقع في محافظة هرمزگان في جنوب إيران. إحدى قرى « إقليم گودة»،
تقع على بعد 40 كيلومتراً في الشمال الشرقي لمدينة بستك.

## حدود قرية لرد بستو
حدود لرد بستو: من الشمال: دهتل، ومن الجنوب « خليل »، ومن الغرب « جاه دزدان »، ومن الشرق تنتهي بـقرية كنجي.

## السكان
يبلغ عدد سكان هذه القرية حسب تعداد السكان لعام 2006 للميلاد، (25) نسمه تشكل (3 عائلة)، من أهل السنة والجماعة وعلى المذهب الشافعي. يتكلون الفارسية باللهجة المحلية، لهم مسجد، ومدرسة مشتركة، وبرك لحفظ مياه الأمطار إذا سالت الأودية. تقع هذه القرية بين قرية (کنچی) وقرية (دهتل)

## وصلات خارجية
- التقسيمات الإدارية لمحافظة هرمزگان